# Władysław Wójcik (duchowny)
Władysław Wójcik (ur. 28 marca 1880 w Golcowej, zm. 20 października 1940 w KL Auschwitz) – polski prezbiter, Sługa Boży Kościoła katolickiego, męczennik.

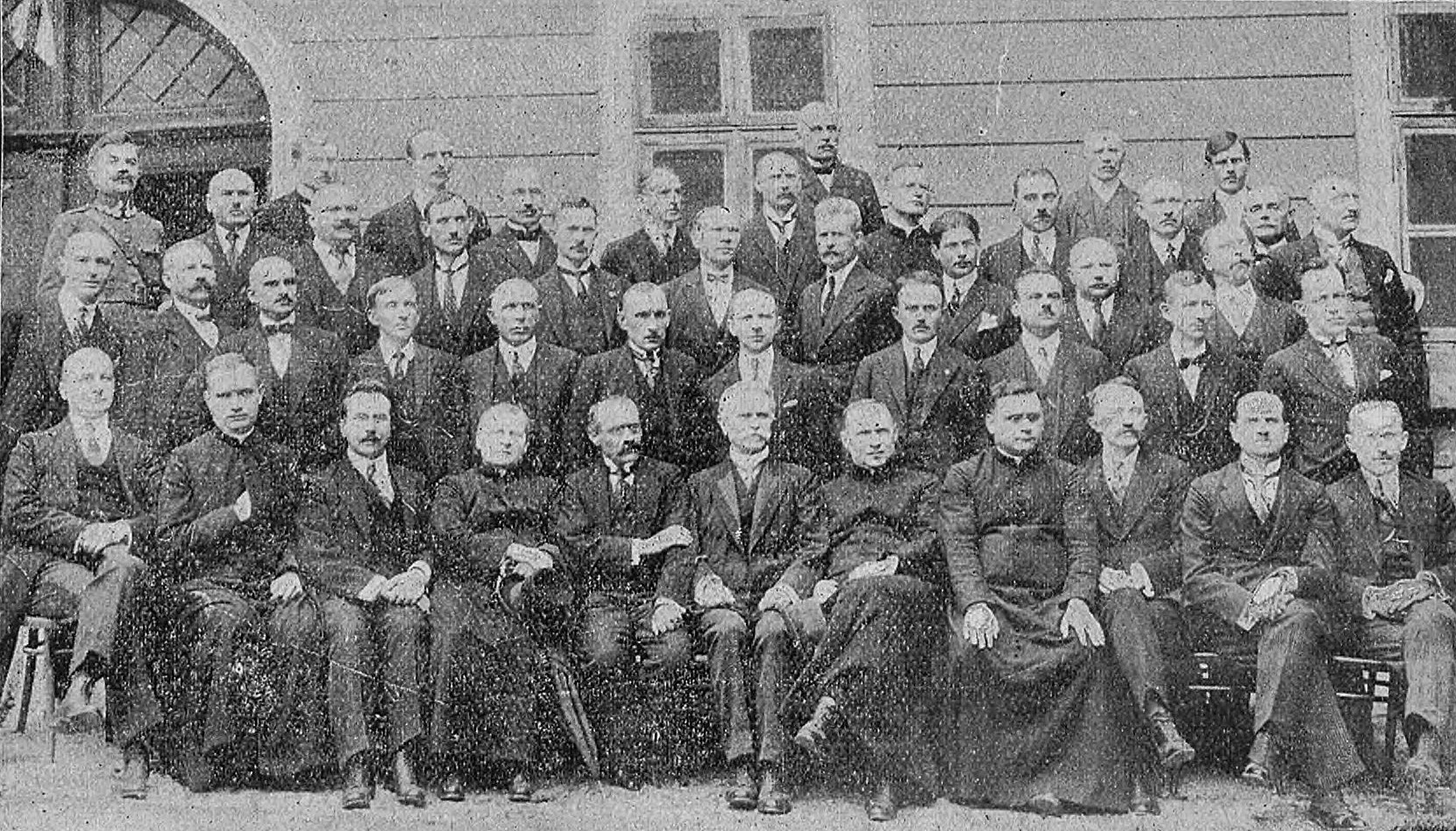
Zjazd absolwentów rzeszowskiego gimnazjum z 1904 w 1924

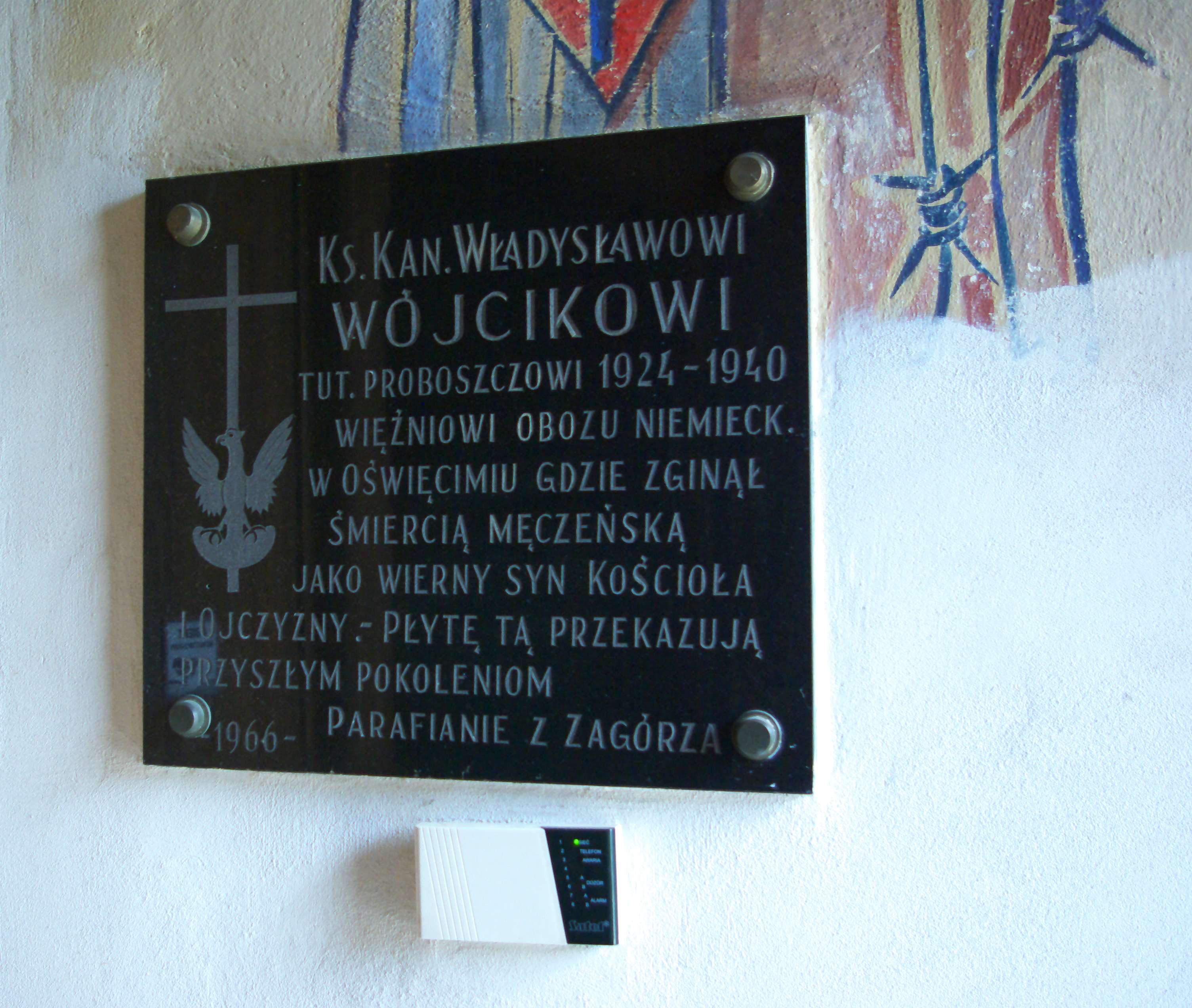
Tablica upamiętniająca w kościele w Zagórzu

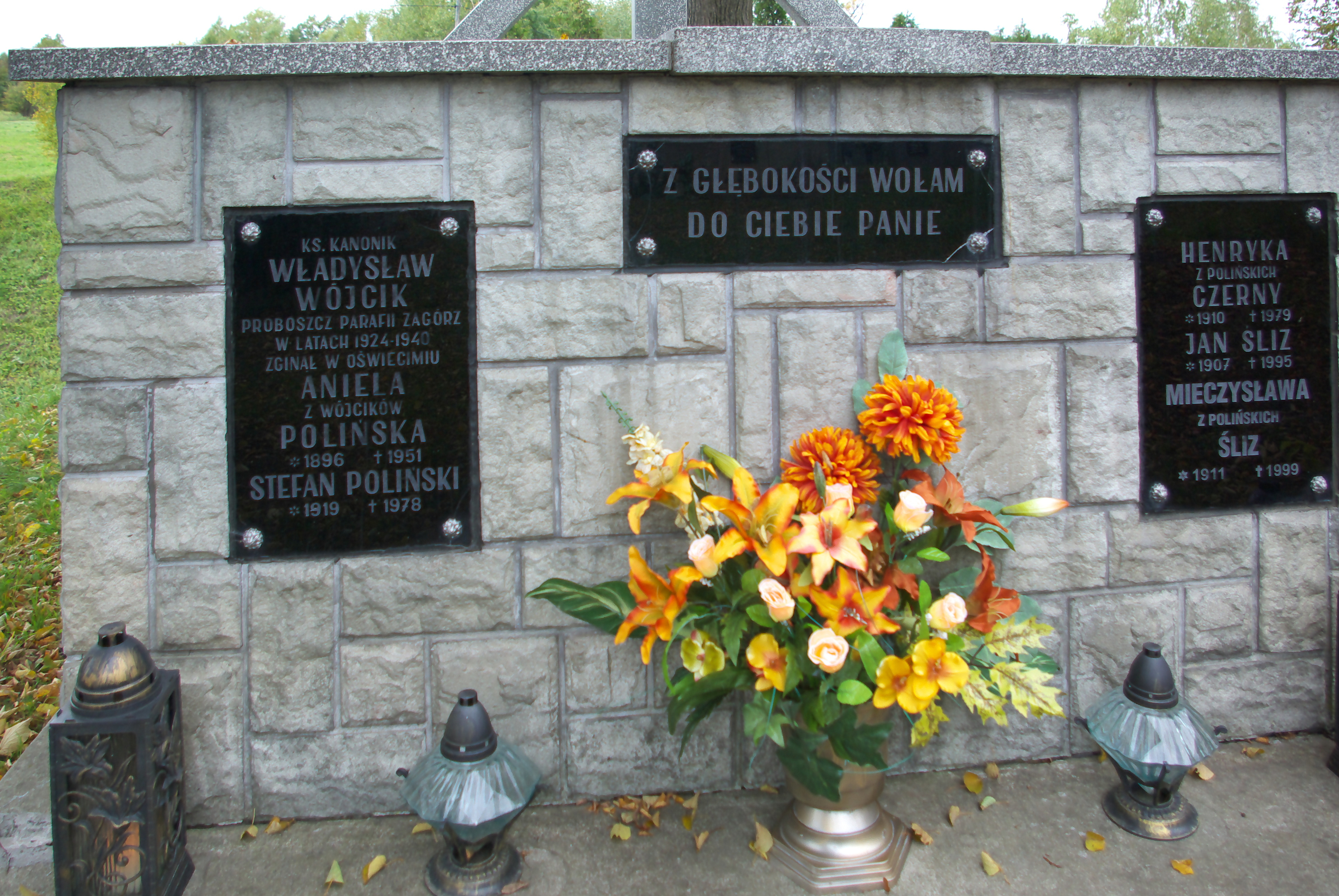
Symboliczna inskrypcja na Starym Cmentarzu w Zagórzu

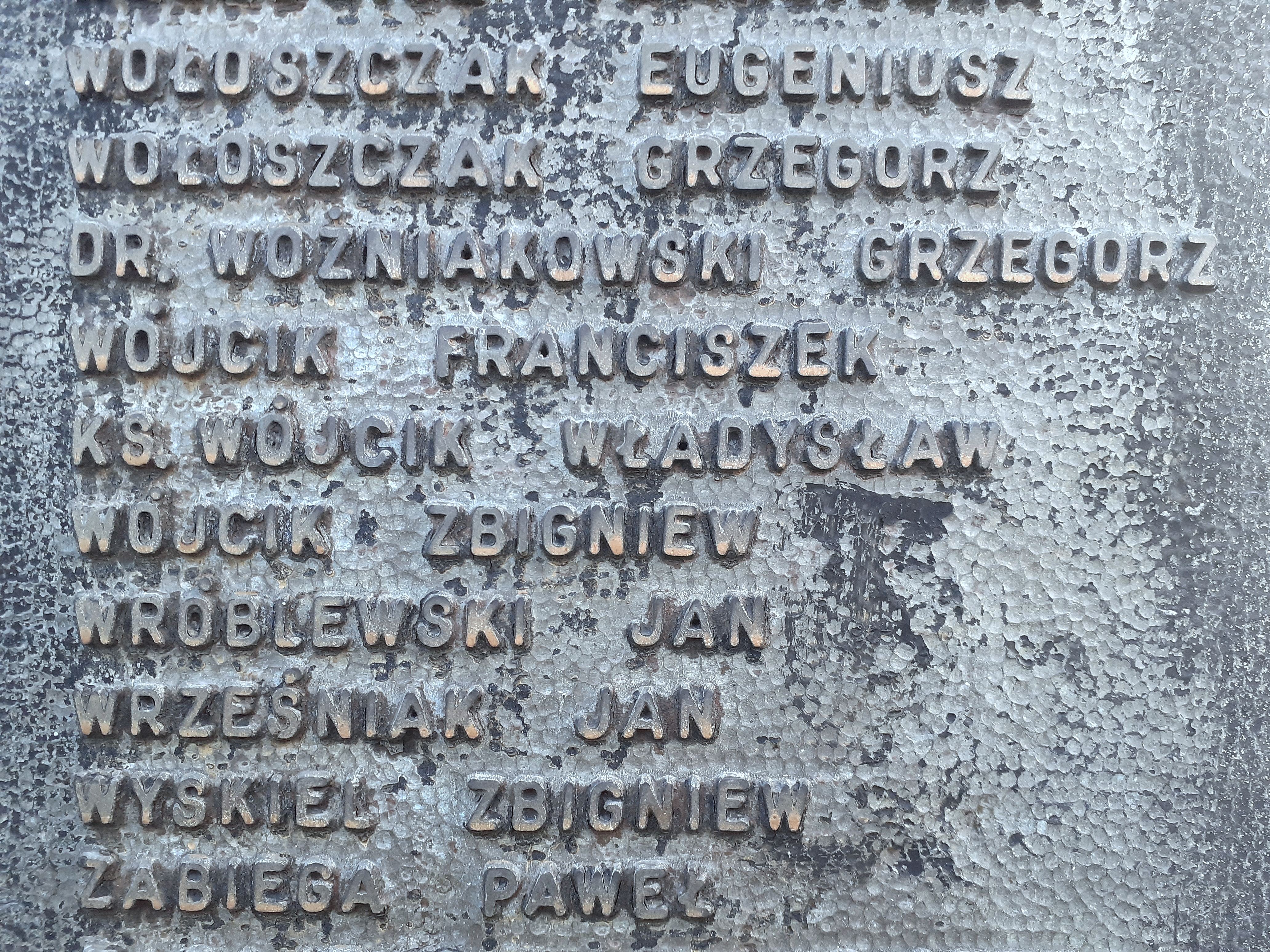
Upamiętnienie na Mauzoleum w Sanoku

## Życiorys
Urodził się 28 marca 1880 w Golcowej. Był synem Kazimierza i Barbary. Kształcił się w C. K. I Gimnazjum w Rzeszowie, gdzie 17 czerwca 1904 zdał egzamin dojrzałości. W 1920 odbyło się spotkanie jubileuszowe absolwentów z tego roku po 20 latach od matury.
Po maturze wstąpił do Wyższego Seminarium Duchownego w Przemyślu. 29 czerwca 1911 otrzymał Sakrament święceń kapłańskich z rąk biskupa przemyskiego Józefa Sebastiana Pelczara (wyświęceni wtedy zostali także Józef Panaś, Jan Wawszczak). Następnie został skierowany do posługi jako wikariusz w parafii Podwyższenia Krzyża Świętego w Rakszawie. W kwietniu 1918 jako wikary w Grodzisku zdał egzamin konkursowy na proboszczów. Z tego miejsca w drugiej połowie 1919 został przeniesiony na posadę ekspozyta w Boryni.
W 1923 otrzymał prezentę na probostwo parafii Wniebowzięcia Najświętszej Maryi Panny w Zagórzu, gdzie w tym samym roku został instytuowany. Stanowisko proboszcza sprawował od 1924. Otrzymał tytuł kanonika.
Apostolat Władysława Wójcika nacechowany był altruizmem, pokorą i miłością bliźniego. Jego postawa zjednywała szacunek zarówno duchowieństwa, jak i wyznawców grekokatolicyzmu, a także miejscowych Żydów. Po nastaniu okupacji niemieckiej uczynił z plebanii punkt przerzutowy dla osób nielegalnie przedostających się do Europy przez Węgry. Mimo ostrzeżeń o niebezpieczeństwie aresztowania ze strony niemieckiego oficera odmówił opuszczenia wiernych oznajmiając:
„Co to byłby za pasterz, który w niebezpieczeństwie opuszcza swe owieczki”,
dobrowolne przyjmując zagrożenie życia – męczeństwo za wiarę. 14 kwietnia 1940 działalność ta za sprawą donosu zdekonspirowana, a Władysław Wójcik aresztowany przez gestapo, od 16 kwietnia do 9 sierpnia 1940 więziony w więzieniu w Sanoku, potem w Tarnowie i wywieziony został do niemieckiego obozu koncentracyjnego Auschwitz-Birkenau. Tam był zaangażowany do prac przy regulacji rzeki Soły. Poniósł śmierć utopiony przez strażnika podczas próby napicia się wody ze zbiornika.
Działalność Władysława Wójcika charakteryzowało zaangażowanie w życie społeczne, patriotyzm i tolerancja. Rozpoczął starania o koronację obrazu przedstawiającego Matkę Bożą Zagórską. Aktywnie uczestniczył w rozwoju Zagórza.

## Upamiętnienie
W 1962 ks. Władysław Wójcik został upamiętniony wśród innych osób wymienionych na jednej z tablic Mauzoleum Ofiar II Wojny Światowej na obecnym Cmentarzu Centralnym w Sanoku. W 1966 w krużganku kościoła Wniebowzięcia Najświętszej Maryi Panny w Zagórzu wmurowano granitową tablicę upamiętniającą jego osobę, odsłoniętą przez kuzyna uhonorowanego, ks. Józefa Wójcika. W tym samym kościele ks. Wójcik został wymieniony na innej tablicy (2000), upamiętniającej proboszczów miejscowej parafii. Jego nazwisko znalazło się na tablicy upamiętniającej zamordowanych kapłanów diecezji przemyskiej wmurowanej w bazylice archikatedralnej Wniebowzięcia Najświętszej Maryi Panny i św. Jana Chrzciciela w Przemyślu. Ponadto duchowny został upamiętniony symboliczną inskrypcją na grobowcu Anieli Polińskiej z domu Wójcik (1896-1951) na Starym Cmentarzu w Zagórzu.

## Proces beatyfikacyjny
Został jednym z 122 Sług Bożych, wobec których 17 września 2003 rozpoczął się drugi proces beatyfikacyjny drugiej grupy polskich męczenników z okresu II wojny światowej.